# Boris Pilniak

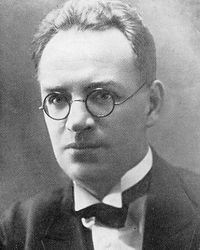

Boris Pilniak, pseudônimo de Boris Andreievich Vogau (Mozhaisk, 29 de setembro de 1894 — 1938) foi um escritor russo.
É autor da novela O Volga Desemboca no Mar Cáspio e do romance O Ano Nu.
Foi preso em 27 de outubro de 1937, acusado de contra-revolucionário, espião e terrorista. No ano seguinte, em 21 de abril, foi condenado a morte e, aparentemente, fuzilado neste mesmo ano. Algumas fontes soviéticas, entre elas a KGB, dizem que ele morreu em 1941. Foi reabilitado postumamente.